# حرب القطاعات الثلاثة
حرب القطاعات الثلاثة هي حالة حربية تمارس خلالها القوات العسكرية عمليات قتالية وتقديم مساعدات إنسانية وحفظ السلام، في ثلاثة قطاعات من المدينة المستهدفة في وقت واحد. استعمل هذا المصطلح أول مرة الجنرال تشارلز كرولاك أثناء فترة قيادته لقوات مشاة البحرية الأمريكية في الفترة 1995 - 1999.